# Осмоугао
У геометрији, осмоугао је многоугао који има осам страна и осам углова. 
| Правилни осмоугао | Неправилни осмоугао | Неконвкесни осмоугао | Комплексни осмоугао |
| правилни          | неправилни          | неконвексни          | комплексни          |

## Правилни осмоугао
Правилни осмоугао је осмоугао код кога су све странице једнаке дужине и сви унутрашњи углови једнаки.
Унутрашњи угао код сваког темена правилног осмоугла има 135° а збир свих унутрашњих углова је 1080°.
 Површина правилног осмоугла странице a рачуна се по формули
{\displaystyle P=2a^{2}\cot {\frac {\pi }{8}}=2(1+{\sqrt {2}})a^{2}\simeq 4.82843a^{2}.}
Ако са {\displaystyle R} означимо полупречник круга описаног око осмоугла, тада му је површина {\displaystyle 8R^{2}/(1+{\sqrt {2}})}.
Ако са {\displaystyle r} означимо полупречник круга уписаног у осмоугао, површина је једнака {\displaystyle 8r^{2}/(11+9{\sqrt {2}})}.

### Конструкција
Правилни осмоугао је могуће конструисати уз помоћ лењира и шестара. Поступак је илустрован анимацијом у 18 корака. Приметити да се од седмог до десетог корака отвор шестара не мења.

## Осмоугао у градитељству
- Кула ветрова у Атини из 50 године п. н. е.
- Купола на стени, исламска богомоља из 691. године, Јерусалим, данашњи Израел.
- Тврђава Дел Монте из 1242. године, близу места Андриа, у провинцији Пуља, Италија. На ћошковима тврђаве налази се осам осмоугаоних кула.
- Теразијска чесма из 1860. године, Београд, Србија.
- Православна Црква Св. Ђорђа из 1896, у Адис Абеби, Етиопија.

## Остали корисници
- Кишобран.
- Шаре „слоново стопало“ на туркменском тепиху.
- Чанги или Корејски шах.
- Јапанска лутријска машина.
- стоп
- Триграм осам симбола у таоизаму.
- Чувени осмоугаони златни пехар.
- Настава у Шимер колеџу се традиционално одржава за осмоугаоним столом.

## Изведени облици
- Осмостранa звезда, назван октаграм, са Шлефли симбола (8/3), садржи правилан осмоугао.
- Испрекидан квадратни пано има два осмоугаоника око сваког спољњег угла квадрата.
- Осмоугаона призма садржи две осмоугаоне површине.
- Осмоугаона антипризма има две осмоугаоне површине.
- Испрекидан кубооктаедер садржи 6 осмоугаона површине.